# Cyril Snipe

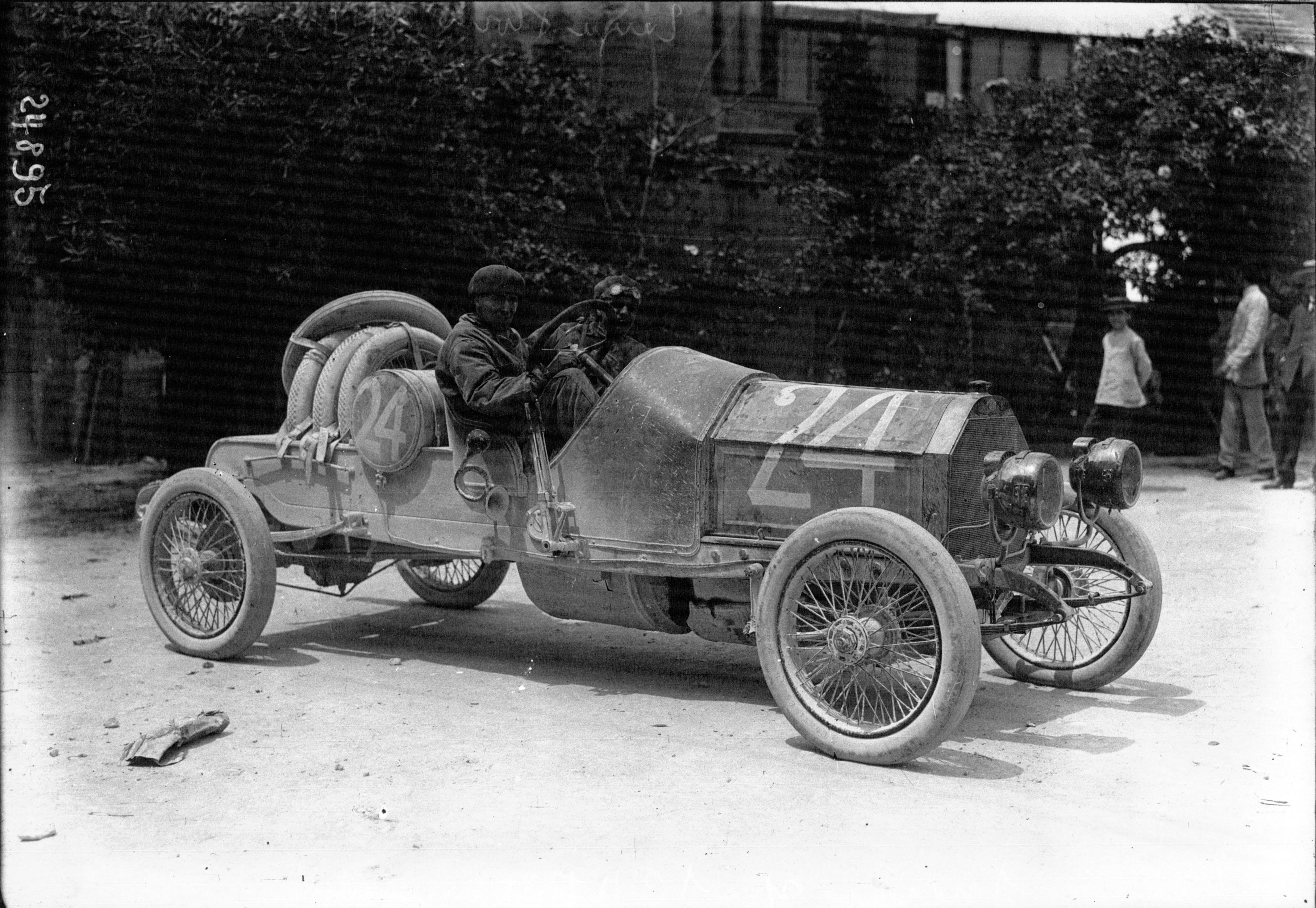
...ici dans leur SCAT.

Cyril Snipe (début 1888 à Conisbrough dans le Yorkshire - 1944 dans le Surrey, à 55 ans) est un ancien pilote automobile anglais.

## Biographie
Fils d'un maître d'école, il habite à partir de 1901 à Tamworth (Staffordshire). Il est également le neveu du concessionnaire Newton-Bennett de Manchester, qui l'aide à disputer ses premières courses. Cette dernière marque a des liens industriels avec la Società Giovanni Ceirano Automobili Torino (ou SCAT, société fondée en 1906), qui embauche Cyril Snipe comme pilote d'essai à Turin.
En 1910, il obtient une victoire de classe lors d'une course de sprint à Modène, sur une SPA (pour Società Piemontese Automobili, également constructeur turinois) de Matteo Ceirano cette fois, un des frères de Giovanni.
En mai 1912, il est le premier pilote étranger à remporter la Targa Florio (dite alors Giro di Sicilia), lors de sa septième édition sur SCAT 25/35, avec cette fois l'italien Pedrini pour copilote. Le parcours fait 965 kilomètres, que les deux hommes bouclent en 24 heures 37' et 39" devant 25 autres participants. Snipe doit abandonner l'année suivante, mais il revient six ans plus tard en 1919 avec le constructeur britannique Eric-Campbell -qui a engagé deux voitures type Coventry-Simplex, l'autre étant confiée à Jack Scales. Il ne peut terminer une nouvelle fois, sans avoir pu finir le premier tour du circuit des Madonies.
Il a été marié à deux reprises, en 1911 et 1922.